# Uliocnemis reducta
Uliocnemis reducta là một loài bướm đêm trong họ Geometridae.